# Actinotia intermedia
Actinotia intermedia là một loài bướm đêm trong họ Noctuidae.